# Mucomassaria maxima
Mucomassaria maxima är en svampart som beskrevs av Petr. & Cif. 1932. Mucomassaria maxima ingår i släktet Mucomassaria, klassen Dothideomycetes, divisionen sporsäcksvampar och riket svampar.   Inga underarter finns listade i Catalogue of Life.